# 会议论文
会议论文通常是在学术研讨会上宣讲的学术论文，会议承办者将这些文章结集出版。会议论文集与学术期刊都属于公开发表的学术出版物。许多学术搜索都针对会议论文提供了专门的业务。有的会议论文集被科学引文索引（SCI）、工程索引（EI）等文献检索收录。